# 奧尼昂塔市 (紐約州)
奥尼昂塔（Oneonta）是美国纽约州奥齐戈县的一座城市。根据2010年美国人口普查，人口为13,901人。 它的昵称是“山之城”。 虽然“oneonta”一词的起源不确定，但普遍认为是莫霍克语的“开放岩石之地”。 这是指在城市西端被称为“Tablerock”的突出地质构造。
城市被独立的自治政治管辖区奥尼昂塔镇包围。 奥尼昂塔市立机场（N66）位于城市北部。